# Cheilosia gagatea
Cheilosia gagatea es una especie de sírfido. Se distribuyen por Europa.